# باشگاه فوتبال اولسان اچ‌دی
باشگاه فوتبال اولسان اچ‌دی (کره‌ای: 울산 HD FC) که قبلا با نام اولسان هیوندای شناخته میشد، یک باشگاه فوتبال در شهر اولسان در کره جنوبی است که در کی لیگ بازی می‌کند. این باشگاه در سال ۱۹۸۳ میلادی تأسیس شده‌است.
اولسان سابقهٔ قهرمانی در کی‌لیگ (۵ قهرمانی)، جام حذفی کره (۱ قهرمانی) و سوپرجام کره (۱ قهرمانی) را دارد. این تیم در جام برندگان جام آسیا ۹۷–۱۹۹۶ به مقام سوم و در لیگ قهرمانان آسیا ۲۰۱۲ و لیگ قهرمانان آسیا ۲۰۲۰ به مقام قهرمانی دست یافت. این تیم همچنین در لیگ قهرمانان‌اسیا ۲۰۲۱ در مرحله نیمه نهایی حضور داشت. همچنین سابقه یک قهرمانی در جام قهرمانان شرق آسیا را دارد. که توانست پرسپولیس را شکست دهد و برنده بشود

## بازیکنان برجسته
سرور جپاروف
 جونیور نگرائو
 پارک چو-یونگ
 لی چونگ-یونگ
 لی چونگ-یونگ

## بازیکنان کنونی
۲۹ فوریه ۲۰۲۴
منبع:www.uhfc.tv
| شماره |           | نقش       | بازیکن           |
| ----- | --------- | --------- | ---------------- |
| ۱     | کره جنوبی | دروازه‌بان | جو سو-هوک        |
| ۲     | کره جنوبی | مدافع     | سیم سانگ مین     |
| ۳     | کره جنوبی | مدافع     | هونگ جائه سونگ   |
| ۴     | کره جنوبی | مدافع     | کیم کی-هی        |
| ۵     | کره جنوبی | مدافع     | لیم جونگ یون     |
| ۶     | سوئد      | هافبک     | داریجان بویانیچ  |
| ۷     | کره جنوبی | هافبک     | کو سونگ بیوم     |
| ۸     | کره جنوبی | هافبک     | لی کیو سونگ      |
| ۹     | مجارستان  | مهاجم     | مارتین آدم       |
| ۱۰    | کره جنوبی | هافبک     | کین مین-وو       |
| ۱۱    | کره جنوبی | مهاجم     | ام وون سانگ      |
| ۱۳    | کره جنوبی | هافبک     | لی میونگ جائه    |
| ۱۴    | کره جنوبی | هافبک     | لی دونگ-گیونگ    |
| ۱۶    | کره جنوبی | مدافع     | لی جائه اوک      |
| ۱۷    | سوئد      | مهاجم     | گوستاو لودویگسون |
| ۱۸    | کره جنوبی | هافبک     | جو مین-کیو       |
| ۱۹    | کره جنوبی | مهاجم     | کیم یانگ گوون    |
| ۲۰    | کره جنوبی | دفاع      | هوانگ سوک هو     |

| شماره |           | نقش       | بازیکن        |
| ----- | --------- | --------- | ------------- |
| ۲۱    | کره جنوبی | دروازه‌بان | چو هیون-وو    |
| ۲۲    | کره جنوبی | مدافع     | کیم مین هیوک  |
| ۲۳    | کره جنوبی | هافبک     | کیم جون هوان  |
| ۲۴    | کره جنوبی | هافبک     | پارک سانگ جون |
| ۲۷    | کره جنوبی | هافبک     | لی چونگ-یونگ  |
| ۲۸    | کره جنوبی | هافبک     | جانگ سی یونگ  |
| ۳۰    | کره جنوبی | دفاع      | کانگ یون گو   |
| ۳۱    | ژاپن      | هافبک     | آتارو اساکا   |
| ۳۳    | کره جنوبی | مدافع     | کانگ مین وو   |
| ۳۷    | کره جنوبی | دروازه‌بان | مون هیون وو   |
| ۶۶    | کره جنوبی | مدافع     | سئول یانگ وو  |
| ۴۵    | کره جنوبی | مدافع     | لی جی- اون    |
| ۶۶    | کره جنوبی | مدافع     | سئول یونگ-وو  |
| ۷۰    | کره جنوبی | هافبک     | چوی کانگ مین  |
| ۷۳    | کره جنوبی | مهاجم     | یون ایل لوک   |
| ۹۱    | کره جنوبی | مهاجم     | پارک چو-یونگ  |
| ۹۵    | برزیل     |           | متئوس سالاس   |
| ۹۶    | کره جنوبی | مهاجم     | کیم جی هیون   |

## افتخارات

### رقابتهای داخلی

#### لیگ
- کی‌لیگ

قهرمان (۵): ۱۹۹۶, ۲۰۰۵, ۲۰۲۲, ۲۰۲۳, ۲۰۲۴
نایب قهرمان (۹): ۱۹۸۶, ۱۹۹۱, ۱۹۹۸, ۲۰۰۲, ۲۰۰۳, ۲۰۱۱, ۲۰۱۳, ۲۰۱۹, ۲۰۲۰

#### جام‌ها
- اف ای کاپ

قهرمان (۱): ۲۰۱۷
نایب قهرمان (۳): ۱۹۹۸, ۲۰۱۸, ۲۰۲۰
- لیگ کاپ

قهرمان (۵): ۱۹۸۶, ۱۹۹۵, ۱۹۹۸, ۲۰۰۷, ۲۰۱۱
نایب قهرمان (۳): ۱۹۹۳, ۲۰۰۲, ۲۰۰۵
- سوپر جام

قهرمان (۱): ۲۰۰۶
- مسابقات قهرمانی فوتبال ملی

نایب قهرمان (۲): ۱۹۸۹, ۱۹۹۹۱
- جام ریاست جمهوری

نایب قهرمان (۱): ۱۹۹۰۱
یادداشت ۱: تیم رزرو

### رقابتهای بین‌المللی

#### آسیایی
- لیگ قهرمانان آسیا

قهرمان (۲): ۲۰۱۲و ۲۰۲۰
- جام برندگان جام آسیا

سومی (۱): ۹۷–۱۹۹۶
- جام قهرمانان شرق آسیا

قهرمان (۱): ۲۰۰۶